# Curtești (gmina)
Curtești – gmina w Rumunii, w okręgu Botoszany. Obejmuje miejscowości Agafton, Băiceni, Curtești, Hudum, Mănăstirea Doamnei, Orășeni-Deal i Orășeni-Vale. W 2011 roku liczyła 4577 mieszkańców.